# David Blaine
David Blaine (Brooklyn, 1973. április 4. –) amerikai illuzionista, extrém előadóművész. Leginkább a kiemelkedő állóképességi teljesítményeiről ismert, amellyel számos világrekordot állított fel és döntött meg.

## Élete
Blaine Brooklynban született és nőtt fel. Édesanyja, Patrice White tanárnő volt, apja pedig vietnámi háborús veterán. Amikor Blaine négyéves volt, látott egy bűvészt, aki a metrón bűvészkedett. Ez egy életre szóló érdeklődést váltott ki belőle. Édesanyja nevelte fel, és a brooklyni Montessori iskolába járt. Később a New Jersey állambeli Little Fallsba költöztek, ahol a Passaic Valley Középiskolába járt. Mikor David 15 éves volt, anyja rákos lett 20 éves korára pedig meghalt. Egy másik forrás szerint: „Amikor Blaine 21 éves lett, édesanyja rákos lett, és 1994-ben elhunyt.” 17 éves korában Blaine Manhattanbe költözött.

## Magánélete

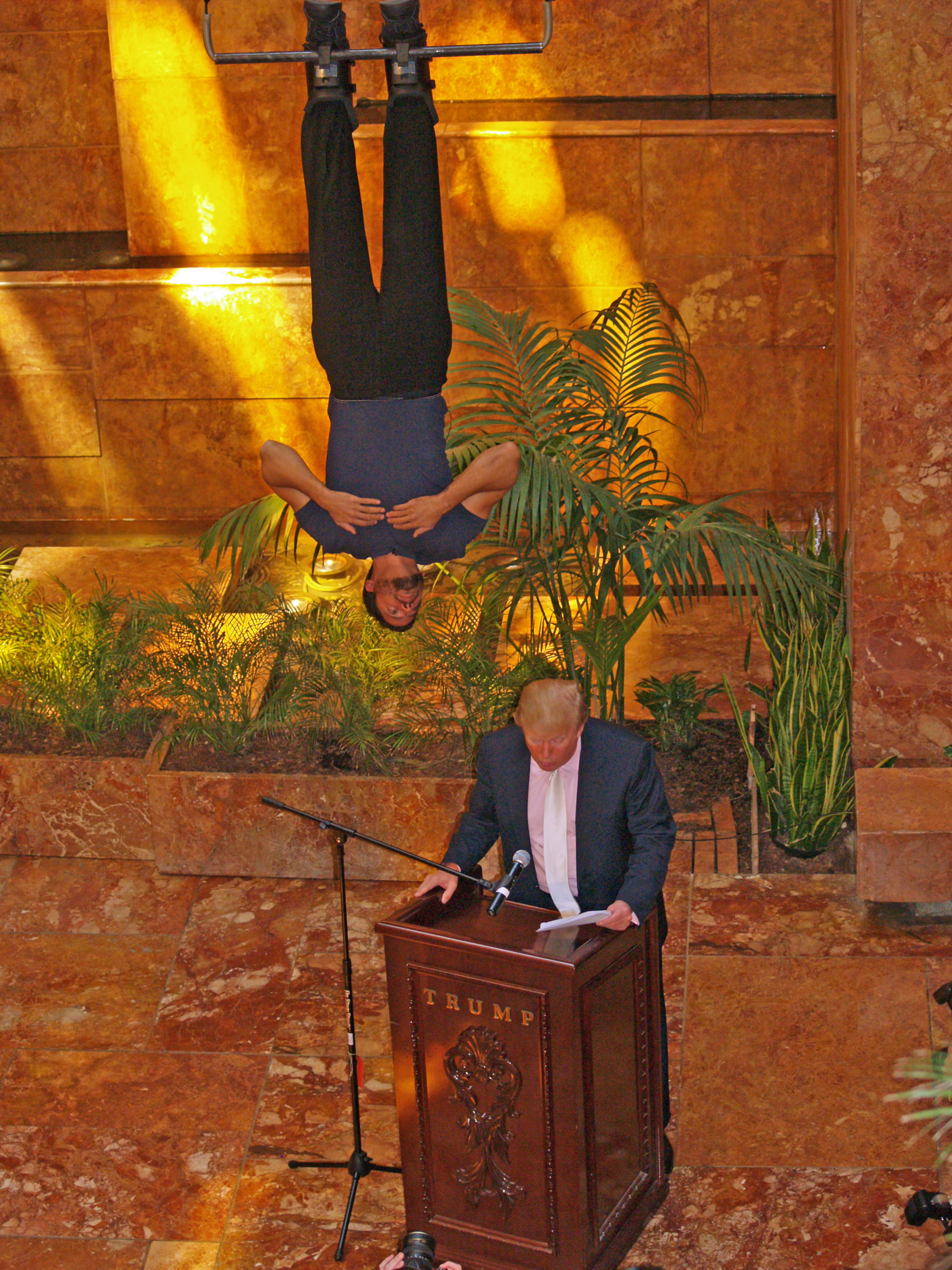
Blaine és Donald Trump

Blaine-nek és korábbi párjának, Alizée Guinochet-nek 2011. január 27-én született egy lánya.

### Szexuális zaklatási vádak
2017 októberében, a Me Too-mozgalom kapcsán a The Daily Beast című napilapban megjelent beszámolót követően brit hírügynökségek arról számoltak be, hogy a londoni Metropolitan Police arra kérte Blaine-t, utazzon el az Egyesült Királyságba, hogy kihallgassák a korábbi modell, Natasha Prince állításával kapcsolatban, miszerint Blaine 2004-ben megerőszakolta őt egy chelsea-i házban. Ügyvédjén keresztül Blaine „határozottan tagadta" a vádakat, és megerősítette, hogy "teljes mértékben együttműködik” a rendőrségi nyomozásban. A nyomozók később elutasították a további intézkedéseket, miután kivizsgálták a nő állításait.
2019 áprilisában Blaine ellen nyomozást indított a New York-i rendőrség, mivel azt állították, hogy szexuálisan zaklatott két nőt.